# 单花雪莲
单花雪莲（学名：Saussurea uniflora）为菊科风毛菊属的植物。分布在锡金、尼泊尔以及中国大陆的西藏、云南等地，生长于海拔3,400米至4,000米的地区，一般生长在林下或灌丛中，目前尚未由人工引种栽培。